# Giuliano Dego
Giuliano Dego (Novate Mezzola, 16 gennaio 1932 – Colico, 17 agosto 2020) è stato uno scrittore, poeta, traduttore e critico letterario italiano.

## Biografia
Curò le edizioni de La coscienza di Zeno di Italo Svevo, 1985, Morgante di Luigi Pulci, 1992, Agostino di Alberto Moravia, 1994, Bug-Jargal di Victor Hugo, 2002. Produsse traduzioni in versi dall'inglese e presentò alcune sue opere in questa lingua (come i versi commemorativi per il dott. Max Gerson).
Nel 2006 pubblicò il giallo storico Seren la Celta. Giallo alla corte di Nerone; ancora del 2006 è l'edizione definitiva in dieci canti del poema La storia in rima, pubblicata in origine  nel 1974 sull'edizione di quell'anno dell'Almanacco dello Specchio Mondadori e quindi in tre canti, presso l'Università di Londra nel 1983.
Scrisse inoltre La storia in rima, che parte dalle origini della storia italiana per poi concentrarsi sul '900 e i suoi orrori e concludersi con l'abbattimento delle Torri Gemelle del World Trade Center.

## Opere

### Produzione poetica, narrativa e saggistica
- Moravia, Oliver & Boyd, Edinburgh-London 1966
- Solo l'ironia, con introduzione di Salvatore Quasimodo, A. Marotta, Napoli 1968
- Lo stile di un amore,  Rebellato, Padova 1974
- L'uomo che mangiò il sole, Carrefour, London 1975
- L'ulcera, introduzione di Geno Pampaloni, P. L. Rebellato, Quarto d'Altino 1977
- The genial seed: verses in tribute to dr. Max Gerson (1881-1959) on the Centennial anniversary of his Birth, Totality books, Bonita 1981
- Il buldog di legno: intervista di Giuliano Dego a Eugenio Montale, Editori Riuniti, Roma 1985
- Il dottor Max, romanzo, Biblioteca universale Rizzoli, Milano 1999
- Seren la Celta: giallo alla corte di Nerone, Milano BUR, 2006
- Ho registrato l'aldilà, Campanotto, Paisan di Prato 2007
- Moravia in bianco e nero: la vita, le opere, i viaggi, Casagrande, Lugano 2008
- La storia in rima, London university press, London

### Antologie
- La svolta narrativa della poesia italiana. Antologia (a cura di Giuliano Dego e Lucio Zaniboni; collaborazione di Margaret Straus) - Edizioni Agielle, Lecco 1984

### Traduzioni
- George Gordon Byron, Don Juan, Canto primo: ottave inglesi a fronte introduzione, traduzione in ottava rima e note di Giuliano Dego, Biblioteca Universale Rizzoli, Milano 1992
- Edward Gorey, L'ospite sgradito e altri 12 racconti d'umorismo nero, volti in prosa e rime gotiche italiane da Giuliano Dego; introduzione di Edmund Wilson, Biblioteca universale Rizzoli, Milano 1994